# Greg Inglis
Pour les articles homonymes, voir Inglis.

a Compétitions nationales et continentales officielles uniquement.

b Matchs officiels uniquement.
Greg Inglis (G.I), né le 3 janvier 1987 à Kempsey (Nouvelle-Galles du Sud), est un joueur australien de rugby à XIII qui évolue dans le club des South Sydney Rabbitohs. Il est également international australien et dispute avec les Queensland Maroons le State of Origin. Il s'agit d'un joueur polyvalent puisqu'à ses débuts au Melbourne Storm, il jouait ailier ou centre. En 2007, il commence à évoluer à l'ouverture. En équipe nationale ou pour le Queensland, il joue au centre, à l'arrière ou à l'aile. 
En 2004, alors qu'il jouait pour le Wavell State High School, Inglis est sélectionné pour l'équipe des Australian Schoolboys. Ensuite, Inglis évolue pour le club des North Devils, dans la Queensland Cup. En 2005, pour ses débuts en NRL avec le Storm, il marque un essai face à South Sydney. En 2007, il remporte le titre face à Manly et est désigné homme du match. En 2009, il remporte les Four Nations avec l'équipe nationale australienne où il est élu meilleur joueur du tournoi et est désigné meilleur botteur au monde. En 2013, il remporte la Coupe du monde et en 2014 remporte un nouveau titre de NRL avec les Rabbitohs.

## Biographie
Greg Inglis joue au rugby à XIII dès son plus jeune âge. Rapidement, il devient l'un des jeunes les plus suivis en signant un contrat professionnel à seize ans avec le Melbourne Storm, ayant été sélectionné dans les équipes de jeunes d'Australie et attirant les médias.
Il fait ses débuts en National Rugby League en 2005 marquant dès son premier match un essai contre les Parramatta. Évoluant comme ailier, centre ou arrière, il atteint avec Melbourne les demi-finales de la NRL dès sa première année. Il est nommé meilleur jeune de la NRL mais est devancé par Tim Smith.
Il poursuit sur sa lancée en 2006, titulaire toute la saison. Il y marque dix-huit essais, est retenu au State of Origin et en équipe d'Australie avec laquelle il remporte le Tri-Nations. Melbourne termine en tête de la saison régulière mais est battue en phase finale. En cours de saison, il prolonge pour quatre à Melbourne faisant de lui l'un des joueurs les mieux payés.
En 2007, il est positionné toute la saison au poste de demi d'ouverture. Malgré un début de saison poussif, il prend part au State of Origin et termine en tête de la saison régulière de la NRL avec Melbourne. Contrairement à 2006, Melbourne assume son statut et s'empare du titre où Inglis est désigné homme du match en finale contre Manly où il y inscrit deux essais. En fin de saison, il est sélectionné en équipe d'Australie qui affronte et écrase la Nouvelle-Zélande 58-0 et trois essais pour Inglis.
En 2008, il confirme tous les espoirs mis en lui et s'affirme de mieux en mieux au poste de demi d'ouverture. Toutefois, son amitié avec Khoder Nasser l'agent de Sonny Bill Williams (parti au RC Toulon en rugby à XV) fait craindre un départ prochain d'Inglis pour le Western Force en rugby à XV. Ce dernier met fin à ces rumeurs en prolongeant son contrat jusqu'en 2012. Leader de la saison régulière, Melbourne est surpris au premier tour en étant battu par les New Zealand Warriors. Malgré cela, l'équipe se reprend et participe à une nouvelle finale de NRL, mais cette dernière est remportée sèchement par Manly 40-0. Parallèlement, il prépare la Coupe du monde de rugby à XIII 2008 avec l'Australie. Pré-sélectionné, il est confirmé dans la liste des vingt-quatre joueurs de l'équipe d'Australie pour disputer l'évènement à domicile. Titulaire au poste de centre, il y inscrit dans la Coupe du monde six essais et dispute la finale contre la Nouvelle-Zélande, mais contre tout pronostic cette dernière s'impose et remporte pour la première fois le titre.
En 2009, c'est au poste de centre qu'il réalise sa saison à Melbourne prenant au passage une importante masse musculaire de près de dix kilogrammes faisant de lui l'un des plus forts joueurs. Toujours retenu en équipe d'Australie et disputant le State of Origin, il est approché un moment par l'Australian Football League (football australien) après le départ de Karmichael Hunt, toutefois il décline pour se consacrer entièrement au rugby à XIII. Quatrième de la saison régulière, Melbourne parvient pour la quatrième fois de suite en finale et ajoute un nouveau titre à son palmarès avec une victoire contre Parramatta Eels 23-16. En fin de saison, il prend part au Tournoi des Quatre Nations que l'Australie remporte 46-16 contre l'Angleterre. Il reçoit alors le titre de meilleur joueur de ce tournoi et est élu meilleur joueur du monde succédant à son coéquipier Billy Slater.
En 2010, la saison est plus compliquée pour Melbourne. Le club est accusé d'avoir dépassé le plafond salarial depuis 2005. Les titres remportés par le club lui sont retirés ainsi que tous les points inscrits lors de la saison 2010. Cela n'empêche Greg Inglis d'être appelé en sélection ni de disputer le State of Origin. En raison d'assainir les finances du club, l'avenir d'Inglis est incertain et beaucoup de clubs de tous codes (rugby à XIII, rugby à XV, football australien et football américain) se renseignent à son sujet. Finalement, il arrête son choix sur les Brisbane Broncos pour deux saisons remplaçant un joueur clé Israel Folau parti en football australien.
Alors qu'il semblait s'envoler pour Brisbane, Melbourne Storm révèle que greg Inglis doit 113 000 dollars australiens pour frais juridiques en raison d'une accusation de voie de faits en 2009. Inglis ne se rend pas à l'entraînement des Broncos préférant rester à Sydney et prétextant le mauvais temps. Cela n'étant pas du goût du club des Broncos qui par l'intermédiaire de son futur coéquipier Justin Hodges le déclarant "fini pour le rugby à XIII". Le club de Brisbane pose un ultimatum à Inglis pour signer mais ce dernier refuse. Le club de rugby à XV, le RC Toulon, désire alors s'attacher ses services. Finalement ce sont les South Sydney Rabbitohs, propriété de l'acteur Russell Crowe, qui le convainc pour un contrat de trois ans. Toutefois, la NRL n'enregistre pas le contrat stipulant un dépassement du plafond salarial des Rabbitohs en cas de signature d'Inglis que beaucoup le voient partir en football australien. Finalement, à la suite du départ de Beau Champion des Rabittohs vers Melbourne, le contrat d'Inglis est autorisé.
Son année 2011 est contrastée au sujet de ses performances en raison de blessures récurrentes tout au long de la saison, le privant notamment du Tournoi des Quatre Nations de fin d'année. En 2012, il revient au poste d'arrière au sein des Rabbitohs. Ce changement de poste lui convient et permet au club de se qualifier pour les phases finales pour la première fois depuis 2007. Ils atteignent les demi-finales. En 2013, il réalise une saison similaire mais cette fois-ci la saison se termine au second tour des phases finales. Fin 2013, il est appelé en équipe d'Australie pour y disputer sa seconde Coupe du monde, seul joueur des Rabbitohs sélectionné par les Kangourous.

## Palmarès
- Collectif :
  - Vainqueur de la Coupe du monde : 2013.
  - Vainqueur du Tournoi des Quatre Nations : 2006, 2009, 2011 et 2016 (Australie).
  - Vainqueur du National Rugby League : 2007 , 2009 & 2014.

- Individuel :
  - Élu Golden Boot  : 2009.
  - Élu meilleur joueur de la finale de la National Rugby League : 2007
  - Meilleur joueur du State of Origin : 2009 (Queensland).

## Détails

### En club
| Saison                       | Club                         | Compétition                  | Matchs | Points | Essais | Buts | Drop |
| ---------------------------- | ---------------------------- | ---------------------------- | ------ | ------ | ------ | ---- | ---- |
| 2005                         | Melbourne Storm              | National Rugby League        | 13     | 28     | 7      | 0    | 0    |
| 2006                         | Melbourne Storm              | National Rugby League        | 19     | 76     | 18     | 2    | 0    |
| 2007                         | Melbourne Storm              | National Rugby League        | 20     | 36     | 9      | 0    | 0    |
| 2008                         | Melbourne Storm              | National Rugby League        | 22     | 69     | 17     | 0    | 1    |
| 2009                         | Melbourne Storm              | National Rugby League        | 23     | 66     | 16     | 0    | 2    |
| 2010                         | Melbourne Storm              | National Rugby League        | 20     | 58     | 11     | 7    | 0    |
| 2011                         | South Sydney Rabbitohs       | National Rugby League        | 18     | 32     | 8      | 0    | 0    |
| 2012                         | South Sydney Rabbitohs       | National Rugby League        | 22     | 49     | 12     | 0    | 1    |
| 2013                         | South Sydney Rabbitohs       | National Rugby League        | 20     | 56     | 14     | 0    | 0    |
| 2014                         | South Sydney Rabbitohs       | National Rugby League        | 24     | 52     | 13     | 0    | 0    |
| 2015                         | South Sydney Rabbitohs       | National Rugby League        | 20     | 32     | 8      | 0    | 0    |
| 2016                         | South Sydney Rabbitohs       | National Rugby League        | 20     | 20     | 5      | 0    | 0    |
| 2017                         | South Sydney Rabbitohs       | National Rugby League        | 1      | 4      | 1      | 0    | 0    |
| 2018                         | South Sydney Rabbitohs       | National Rugby League        | 19     | 40     | 10     | 0    | 0    |
| 2019                         | South Sydney Rabbitohs       | National Rugby League        | 2      | 0      | 0      | 0    | 0    |
| Total Melbourne Storm        | Total Melbourne Storm        | Total Melbourne Storm        | 117    | 333    | 78     | 9    | 3    |
| Total South Sydney Rabbitohs | Total South Sydney Rabbitohs | Total South Sydney Rabbitohs | 146    | 285    | 71     | 0    | 1    |
| Total                        | Total                        | Total                        | 263    | 618    | 149    | 9    | 4    |